# Människoceller i djur
Människoceller i djur är ett medicinetiskt problem som gäller när och om material från människor via xenotransplantation får ersätta celler eller hela kromosomer hos ett djur i djurförsök. På laboratorier kallas dessa hybrider animals containing human material (ACHM).
Exempel på vävnader, celler och kromosomer som används är kromosomer med anlag för Downs syndrom, för att bättre förstå sjukdomar och behandlingar. Om mänskliga könsceller skulle överföras till ett djur, skulle det vara möjligt att hybriden fick en avkomma. Vinster med dylik forskning skulle dels vara att förstå etiologier och behandlingar, dels att förstå genuint mänskliga kvaliteter, till exempel om mänskliga hjärnceller skulle överföras till laboratoriemöss för studier i deras förändrade beteende och medvetande.
Ett närliggande problem är huruvida det vore etiskt av biovetenskapen att korsbefrukta en människa med ett djur i vetenskapligt syfte eller för att kunna erhålla avkommans organ. Problemet gäller också kategoriseringen av hybrider, och gränserna för när en varelse är människa eller djur.